# Мастер графини Уорик
Мастер графини Уорик (англ. Master of the Countess of Warwick) — английский художник, который работал в эпоху Тюдоров, ему атрибутируются ряд женских портретов и групповые портреты провинциальных аристократических семейств, созданные в 1560-е годы.

## Творчество
Неизвестный художник получил своё имя от его наиболее известной работы — «Портрета Анны Рассел, графини Уорик», который в настоящее время находится в коллекции Уобёрн-Эбби. Энн (Анна) Рассел — английская аристократка, фрейлина и близкая подруга королевы Елизаветы I; третья и последняя жена Амброуза Дадли, графа Уорика. Искусствоведы предполагают, что Мастер графини Уорик создал наряду с портретом графини Уорик в 1567—1569 годах несколько других изысканных женских портретов. Он также запечатлел групповые портреты аристократических семей, такие, как «Уильям Брук, 10-й лорд Кобэм, с семьёй». Портреты дают представление об одежде и повседневной жизни дворянства в эпоху Тюдоров.
Кроме работ, хранящихся в таких музеях, как Уобёрн-Эбби или Британская галерея Тейт, в последнее время Мастеру графини Уорик были атрибутированы несколько портретов из частных коллекций, поступивших на крупные аукционы. Ему был приписан «Портрет Марии Поттер, жены Томаса Поттера, в возрасте 23 лет», который был продан английским аукционным домом Sotheby’s в апреле 2012 года за сумму 107 500 фунтов стерлингов. Портрет поступил из частной коллекции из Девона и первоначально оценивался на антикварном рынке всего 500 фунтами, однако его цена резко повысилась после атрибуции Мастеру графини Уорвик.
Художнику атрибутируют также портреты лиц, занимавших видное положение в европейской политике, или входивших в их окружение: «Портрет Хамфри Ллойда (1527—1568)» (Национальная библиотека Уэльса), «Портрет Маргариты Австрийской, герцогини Пармской (1522—1586)» (Touchstones Rochdale), «Портрет Анны Пейдж, леди Шарингтон (ум. 1608)» (Аббатство Лакок, Музей и деревня Фокса Тальбота), «Портрет Томаса Найвета, 1-й барона Найвета (1539—1617)».
Предпринимались попытки отождествить Мастера графини Уорик с известными по документам эпохи Тюдоров художниками. В частности, он отождествлялся с художником Николасом Лезардом (различные варианты его имени: англ. Nikolas Lezard, англ. Nikolas Lizard, англ. Nikolas Lisory), французом по происхождению, но работавшем при английском дворе, носившим высокое звание Serjeant Painter, документальные данные о котором имеются с 1554 по 1571 годы, когда, он, вероятно скончался. Отмечается сходство картин Мастера графини Уорик с творчеством южнонидерландского (фламандского) живописца, переехавшего в Англию, Ганса Эворта (англ. Hans Eworth, 1515—1574).

## Особенности стиля
Портреты Мастера графини Уорик выполнены маслом на деревянной панели и обычно датированы. Вторая надпись часто указывает возраст изображённой модели. Художник обычно использует понятные современникам символы, например: гвоздика за левым ухом девушки (часто используемая как символ обручения) в сочетании с веточками дубовых листьев (символизирующими постоянство). По мелким деталям, запечатлённым на портретах, предпринимаются удачные попытки определить персонажей, изображённых на них. Особенности манеры художника включают в себя: мягкую обработку волос, тонко выписанные губы, которые обычно изображены прямой горизонтальной линией, подчёркнутое внимание к деталям костюма и украшений.
Особый интерес представляют групповые портреты Мастера графини Уорик, запечатлевшие провинциальную английскую аристократию в семейном кругу.

## Галерея

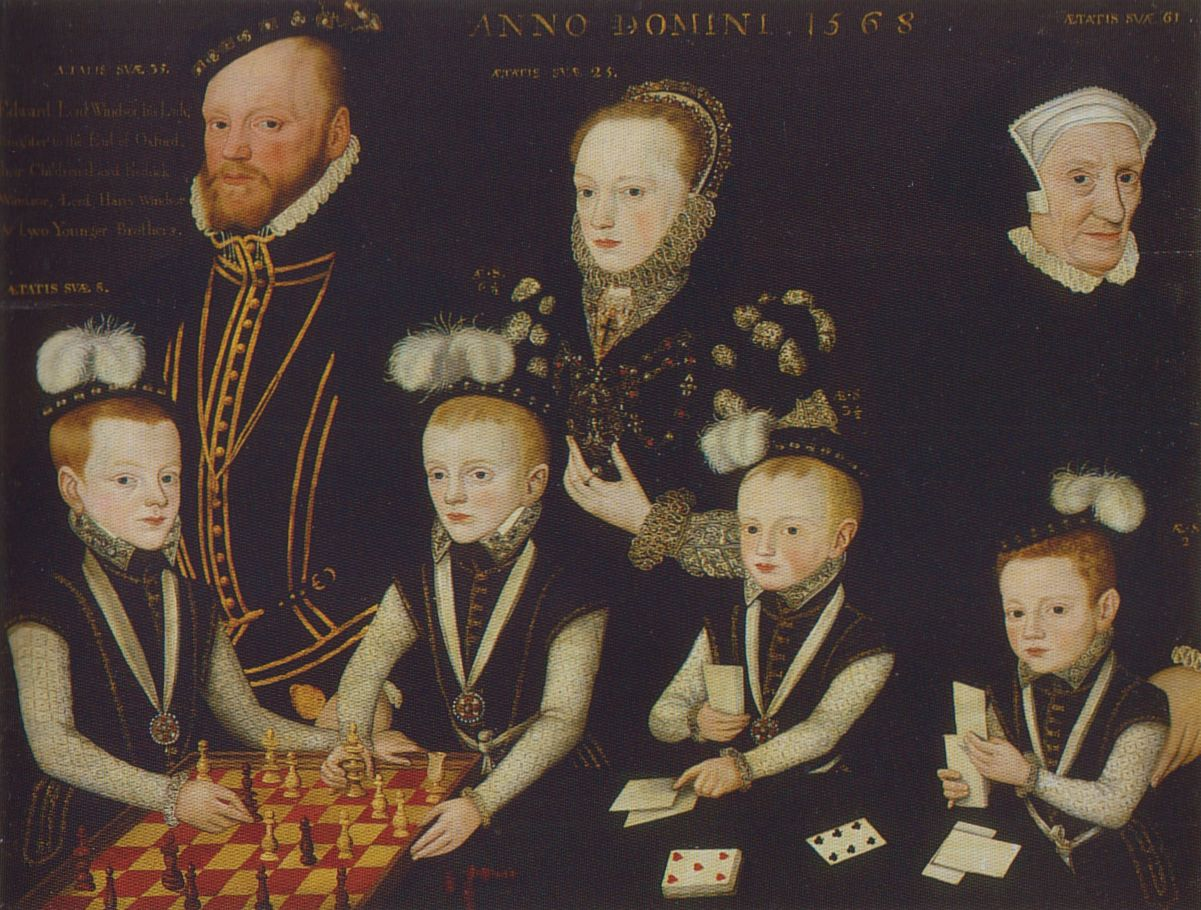
Портрет Эдварда Виндзора, 3-го барона Виндзора, его жены, Кэтрин де Вер, и их семьи. 1568
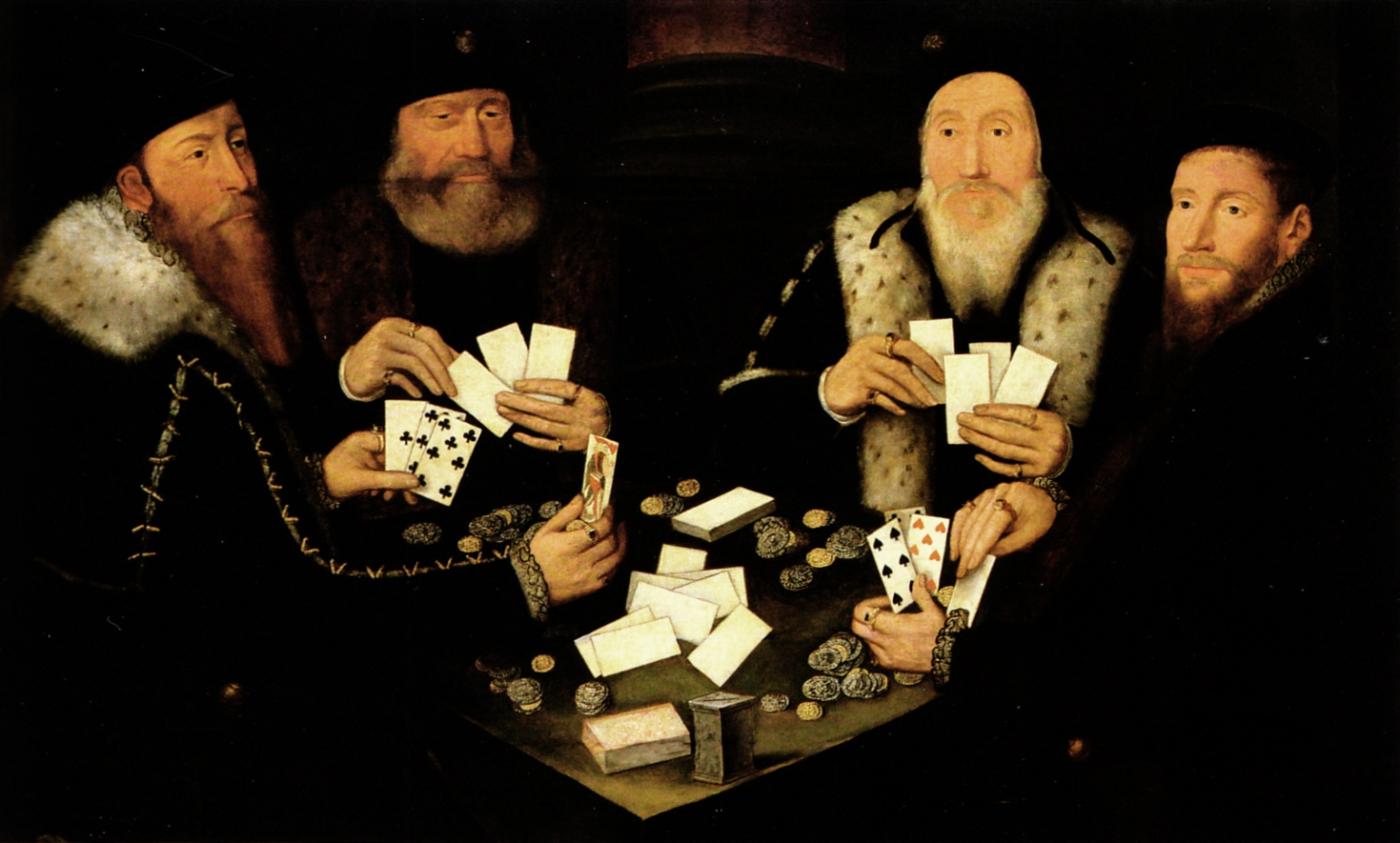
Четыре господина высокого ранга играют в карточную игру Primero.
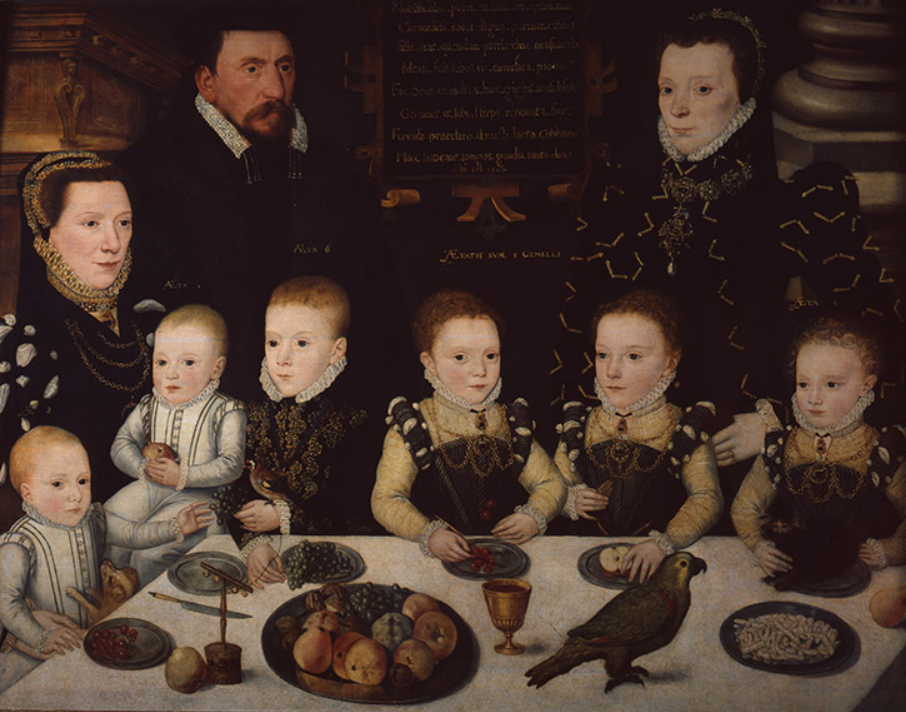
Портрет William Brooke Baron Cobham с семьёй. 1567
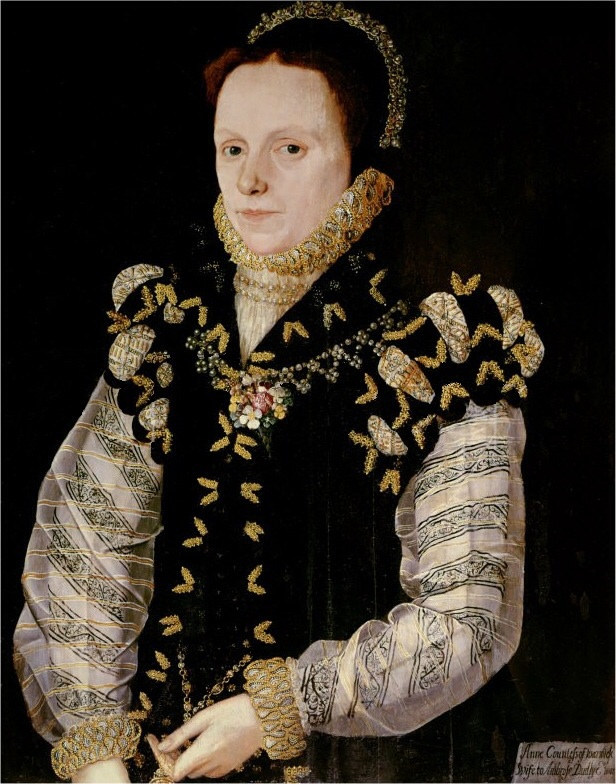
Анна Рассел, графиня Уорик
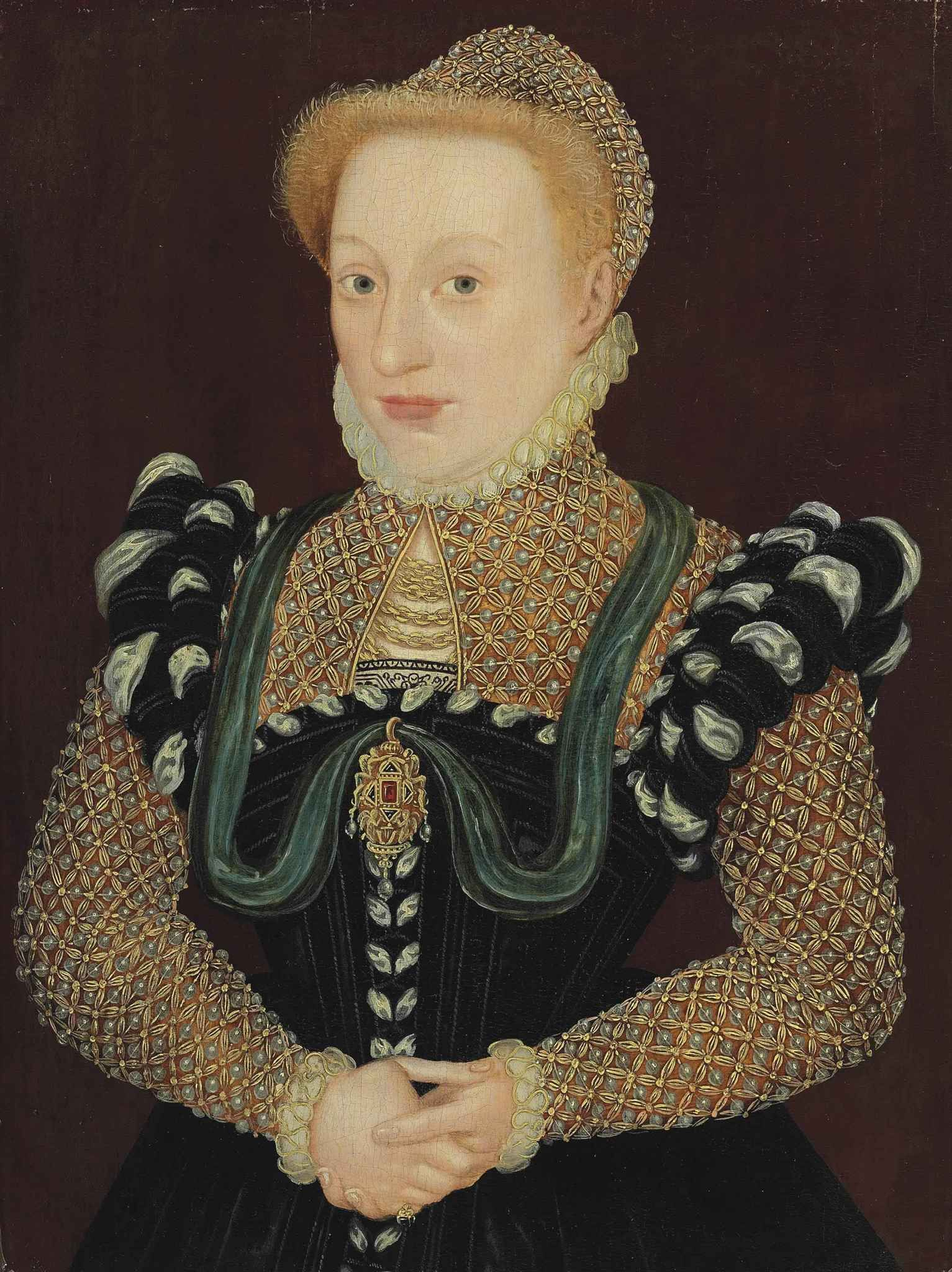
Портрет леди в чёрном платье
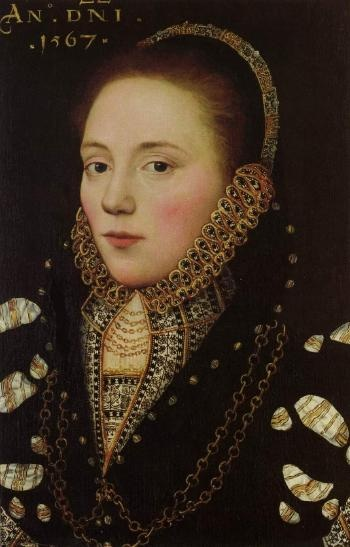
Портрет леди. 1567